# Dionizjusz (prawosławny patriarcha Antiochii)
Dionizjusz – prawosławny patriarcha Antiochii w latach 1293–1308.